# Kengo Hirachi
Kengo Hirachi (japanisch 平地 健吾, Hirachi Kengo; * 30. November 1964) ist ein japanischer Mathematiker, der sich mit geometrischer Analysis befasst.
Hirachi studierte ab 1983 an der Universität Osaka Mathematik mit dem Bachelor-Abschluss 1987 und dem Master-Abschluss 1989 und wurde dort 1994 bei Gen Komatsu promoviert (The second variation of the Bergman kernel for ellipsoids). Danach war er Forschungsassistent an der Universität Osaka, wurde 1996 Lecturer in  Osaka, 2000 Associate Professor an der Universität Tokio und 2010 Professor.
2009 war er am Institute for Advanced Study, 2004/05 Gastwissenschaftler an der Princeton University, 1995/96 am MSRI und 2004 am Erwin-Schrödinger-Institut für Mathematische Physik.
Er befasst sich mit CR-Mannigfaltigkeiten und dem Bergman-Kern (nach Stefan Bergman) bzw. dem damit eng verwandten Szegö-Kern und der Theorie parabolischer Invarianten. In einer Arbeit in den Annals of Mathematics von 2000 untersuchte er CR-Invarianten für stark-pseudokonvexe Ränder über die Untersuchung der logarithmischen Singularität der Szegö-Kernfunktion, denen er bei CR-Mannigfaltigkeiten eine ähnliche Rolle wie dem Wärmeleitungs-Kern (Heat Kernel) in der Riemannschen Geometrie zuweist.
2014 war er eingeladener Sprecher auf dem Internationalen Mathematikerkongress in Seoul (Q and Q-prime curvature in CR geometry). 2006 erhielt er den Stefan Bergman Preis, 2012 den Inoue Preis für Wissenschaft, 2003 den Geometrie-Preis der Japanischen Mathematischen Gesellschaft  und 1999 deren Takebe Senior Preis.

## Schriften (Auswahl)
- Logarithmic singularity of the Szegö kernel and a global invariant of strictly pseudoconvex domains, Annals of Mathematics, Band 163, 2006, S. 499–515